# Hyadum II
Hyadum II (delta-1 Tauri) is een ster in het sterrenbeeld Stier (Taurus). Deze ster is een oranje reus van spectraal klasse K0 ongeveer 2,5 keer zo zwaar als onze Zon en bestaat uit twee componenten. Naast de hoofdster hebben waarnemingen van Maan bedekkingen aangetoond dat er een zwak (magnitude 13) en nabij staande (0",04) secundaire ster aanwezig is die een baan beschrijft op een gemiddelde afstand van 1,76 AE met een periode van 530 dagen.
Hiernaast is er nog een ster van ook de 13e magnitude op 109",6 van de hoofdster. Het gaat hier waarschijnlijk om een optische dubbelster.
In de nabijheid van Hyadum II zijn nog twee andere sterren die de aanduiding δ Tauri dragen:
- δ2 Tauri, een ster van magnitude 4,80.
- δ3 Tauri, een drievoudige ster van magnitude 4,31.

Deze sterren maken deel uit van de sterrenhoop Hyaden.